# Blekbröstad trast
Blekbröstad trast (Turdus leucomelas) är en fågel i familjen trastar inom ordningen tättingar.

## Utseende
Blekbröstad trast har en rätt oansenlig brun fjäderdräkt, med gråare hjässa, streckad strupe och smutsgul näbb. Liknande gräddbukig trast är mörkare, med mörk tygel och mer kontrasterande streckning på strupen.

## Utbredning och systematik
Blekbröstad trast delas in i tre underarter med följande utbredning:
- Turdus leucomelas leucomelas – södra Brasilien till östra Paraguay, norra Bolivia, nordöstra Argentina och östra Peru (San Martín)
- Turdus leucomelas albiventer – norra Colombia till Venezuela, Guyana och norra Brasilien
- Turdus leucomelas cautor – nordöstra Colombia (Guajira-halvön)

En nyligen urskild underart, upichiarum, med utbredning i sydöstra Colombia har också beskrivits.
Genetiska studier visar att arten står närmast kakaotrast och flodtrast.

## Levnadssätt
Blekbröstad trast är en vanlig och vida spridd fågel i öppet skogslandskap och i skogsbryn i låglänta områden. Den ses enstaka eller i par, ofta i det öppna eller i fruktbärande träd.

## Status och hot
Arten har ett stort utbredningsområde och en stabil population. Utifrån dessa kriterier kategoriserar IUCN arten som livskraftig (LC). Världspopulationen har inte uppskattats, men arten beskrivs som vanlig-

## Bilder

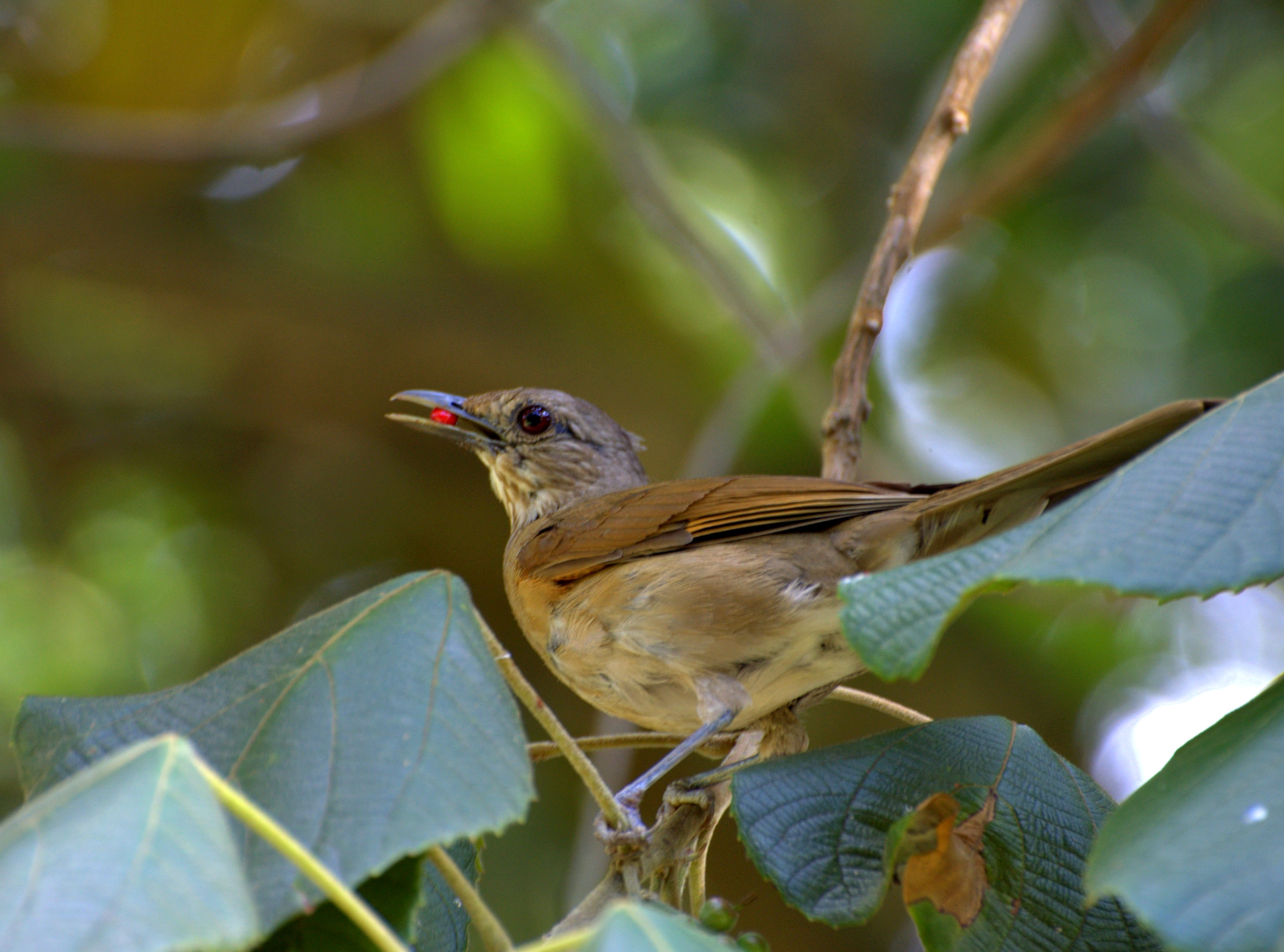
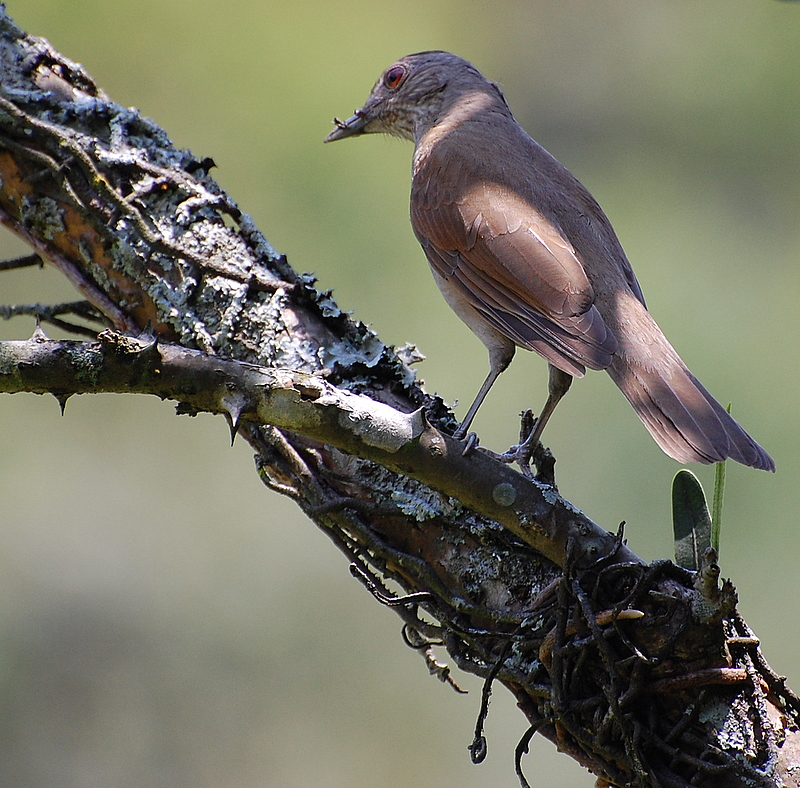
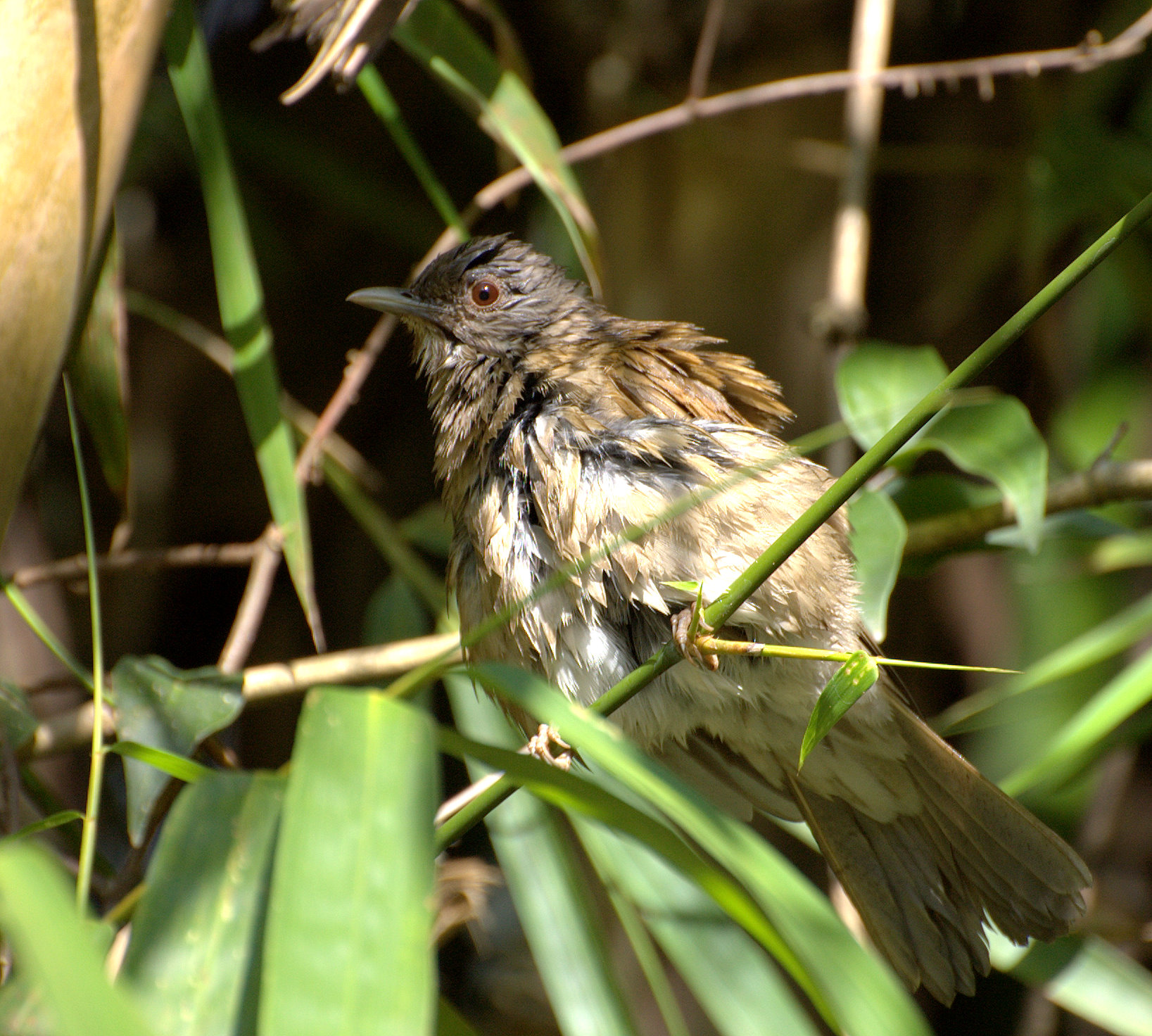
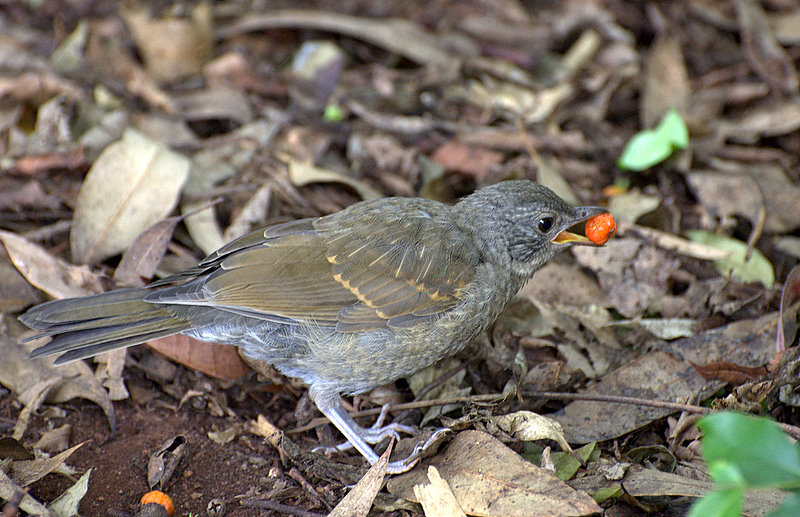
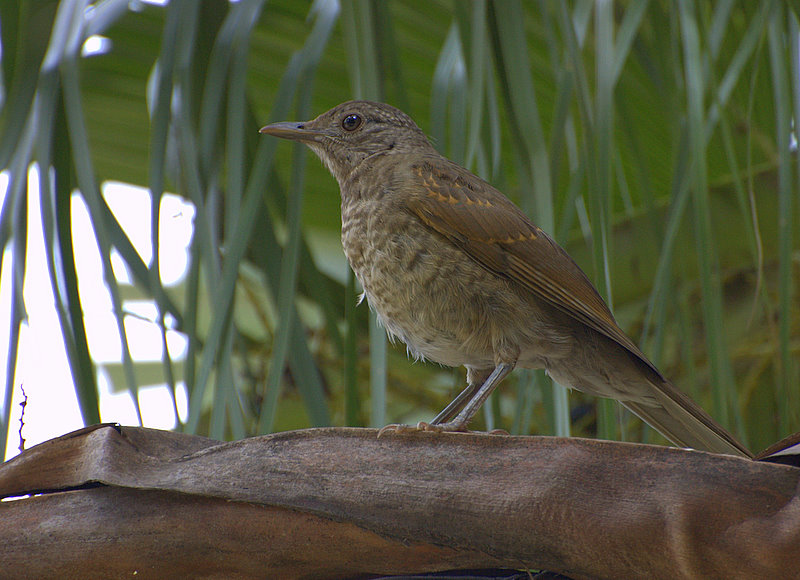
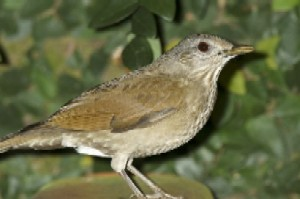
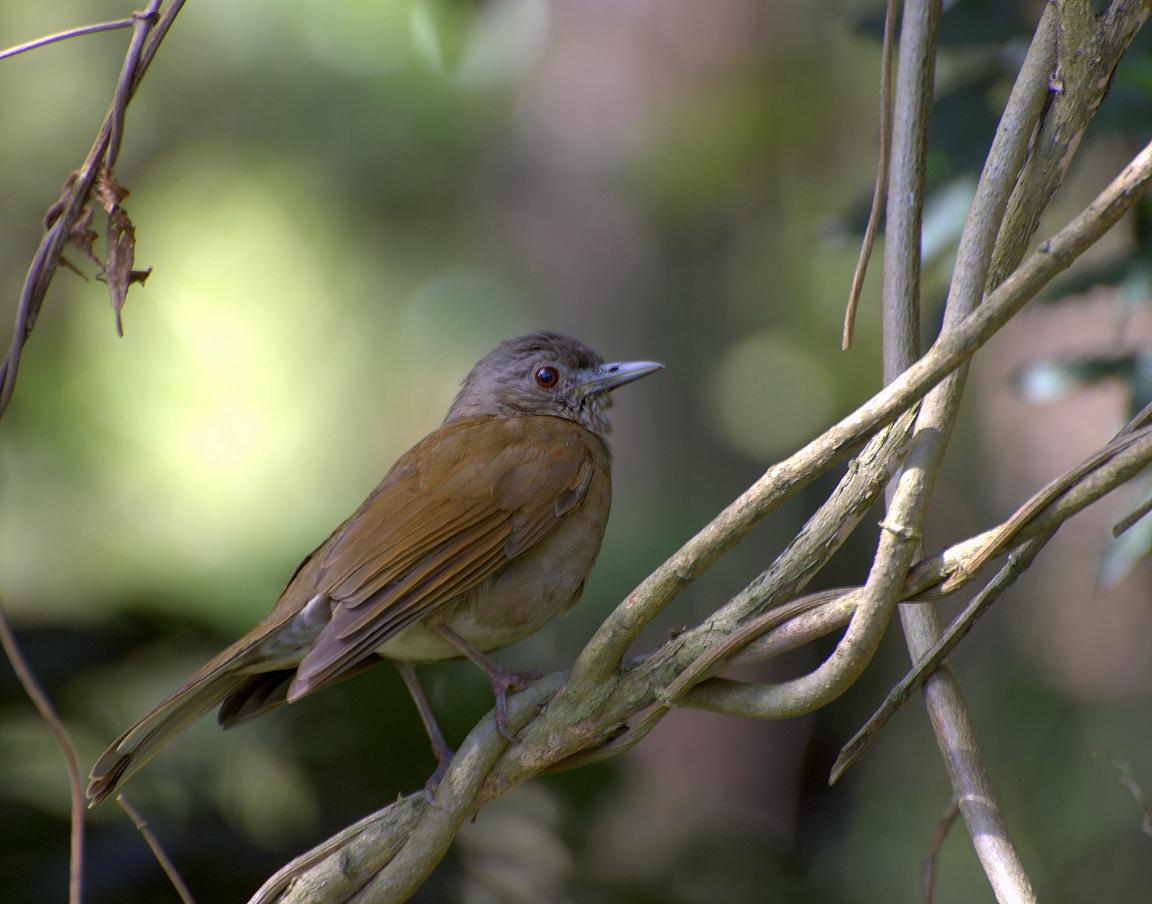
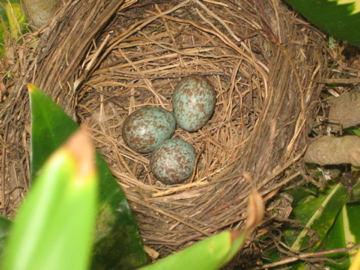
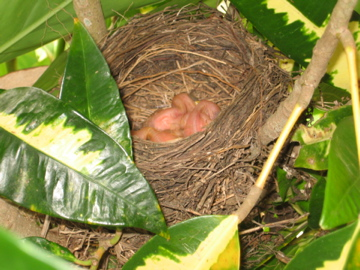
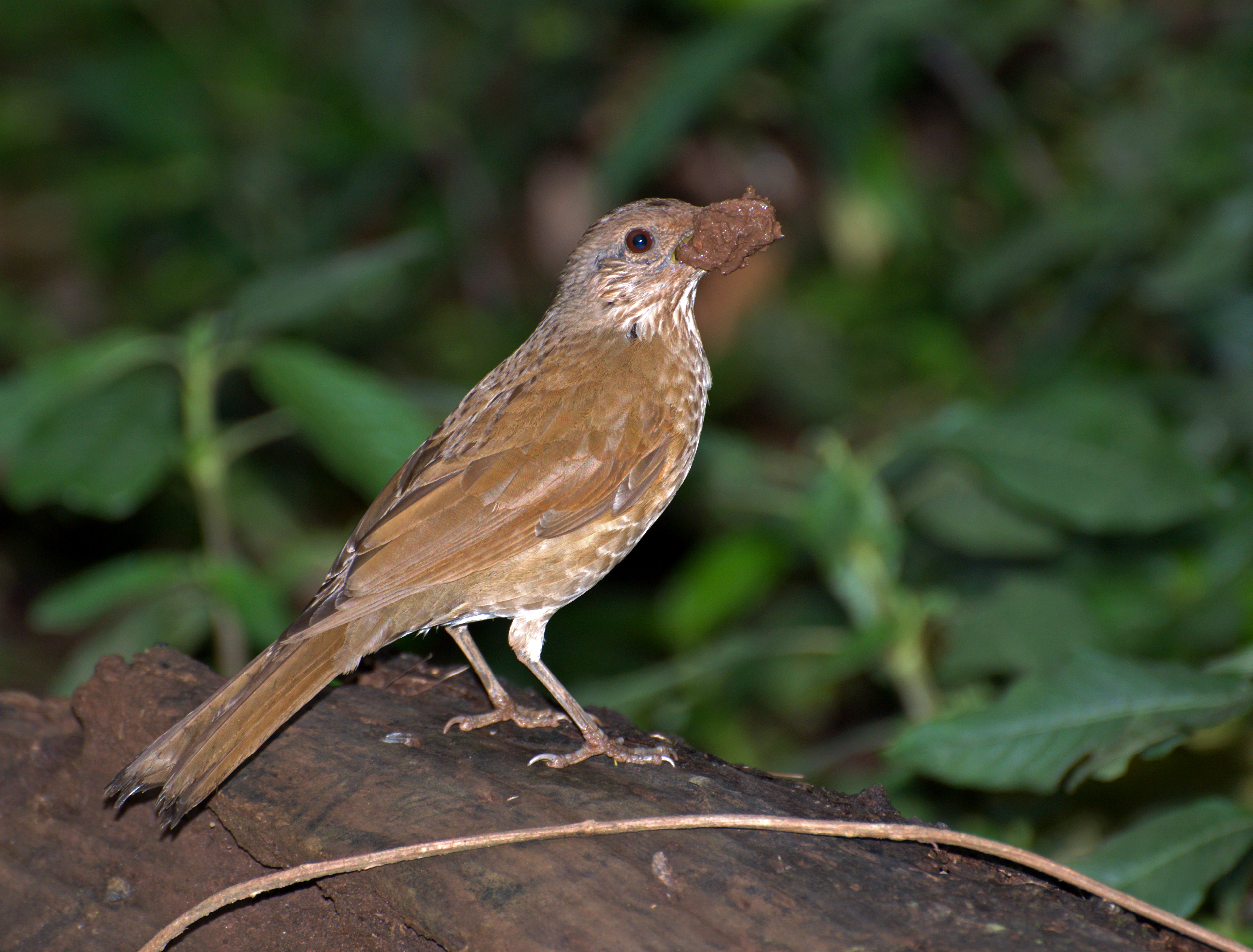